# 高橋町
高橋町（たかはしまち）は、熊本県の北部、飽託郡にかつてあった町である。

## 地理
- 河川：井芹川、坪井川

## 歴史
- 1889年（明治22年）4月1日 - 町村制が施行。一町単独町政として飽田郡高橋町が発足。
- 1896年（明治29年） - 郡制施行に伴い、飽田郡と託麻郡が合併し飽託郡となる。
- 1921年（大正10年）4月25日 - 町役場が移転[1]。
- 1944年（昭和19年）2月11日 - 池上村、城山村と合併し三和町となる。

合併後、1950年に三和町から旧高橋町部分が独立して高橋村が成立している。他に合併を挟んで町から村へ「降格」した市町村の例として、長野県宮田村などがある。

## 学校
- 高橋小学校（のちの高橋尋常小学校、現在の熊本市立高橋小学校）